# Carbonyloxide

Carbonyloxide als zwitterion

Een carbonyloxide is een oxide van een carbonylverbinding, waarbij een extra zuurstofatoom gebonden is aan het zuurstofatoom van de carbonylgroep.
Carbonyloxiden worden ook "Criegee-intermediairen (CI's)" genoemd, omdat de Duitse chemicus Rudolf Criegee in 1949 de eerste was die poneerde dat carbonyloxiden belangrijke intermediaire verbindingen zijn in de reactie van ozon met alkenen (ozonolyse).
Carbonyloxiden kunnen voorkomen als 1,3-dipolaire verbinding (zwitterion) of als diradicaal. Het zijn onstabiele verbindingen die bij standaardomstandigheden een korte tot zeer korte levensduur hebben. Het eenvoudigste carbonyloxide is formaldehydeoxide, CH2OO. Formaldehydeoxide kan gegenereerd worden door de fotolyse van di-joodmethaan, CH2I2, in aanwezigheid van zuurstof:
CH2I2 + hν → CH2I + I
CH2I + O2 →  CH2OO + I
Andere carbonyloxides kunnen ook langs fotochemische weg gevormd worden, door fotolyse van een diazoverbinding; bijvoorbeeld difenyldiazomethaan Ph2CN2 (Ph is de fenylgroep), gevolgd door reactie van het gevormde difenylcarbeen met zuurstof tot benzofenonoxide Ph2COO. Benzofenonoxide heeft een relatief lange levensduur; het vervalt door reactie met zichzelf tot benzofenon:
2 Ph2COO → 2 Ph2CO + O2
Carbonylverbindingen worden in de atmosfeerchemie bestudeerd, omdat ze in de atmosfeer ontstaan door ozonolyse van onverzadigde vluchtige organische stoffen. Door hun reacties met andere atmosferische stoffen (stikstofoxiden, waterdamp, zwaveldioxide...) kunnen ze bijdragen tot de vorming van vrije radicalen, organische zuren, carbonylverbindingen en organische aerosolen in de atmosfeer, die een rol spelen in lokale fotochemische smog en in globale klimaatverandering.